# Penelope Plummer
Penelope Plummer (ur. 26 października 1949 w Melbourne) – australijska modelka, Miss World 1968. Tytuł zdobyła w wieku 18 lat.